# Königsbrunn

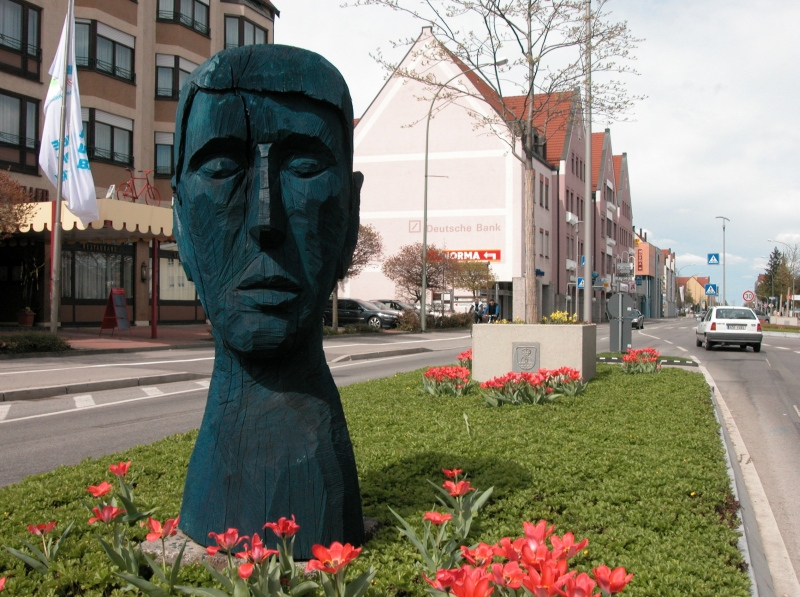
Centrum miasta z Niebieską głową

Königsbrunn – miasto w Niemczech, w kraju związkowym Bawaria, w rejencji Szwabia, w regionie Augsburg, w powiecie Augsburg. Leży około 12 km na południe od Augsburga, przy drodze B17.

## Polityka
Burmistrzem miasta jest Ludwig Fröhlich z CSU, rada miasta składa się z 30 osób.
|      | CSU | SPD | FWG | Zieloni | FDP/Bürgerforum | Razem |
| 2008 | 17  | 4   | 4   | 3       | 2               | 30    |
| 2002 | 17  | 5   | 5   | 2       | 1               | 30    |